# Paul Delorme
Paul Delorme (Saint-Maurice, 26 luglio 1868 – 7 dicembre 1956) è stato un fisico e imprenditore francese, Fisico e chimico francese che divenne industriale dopo aver partecipato alla fondazione dell'azienda Air Liquide nel 1902, di cui fu il primo presidente, prima di passare le redini del gruppo al figlio Jean Delorme, nel 1945..

## Biografia

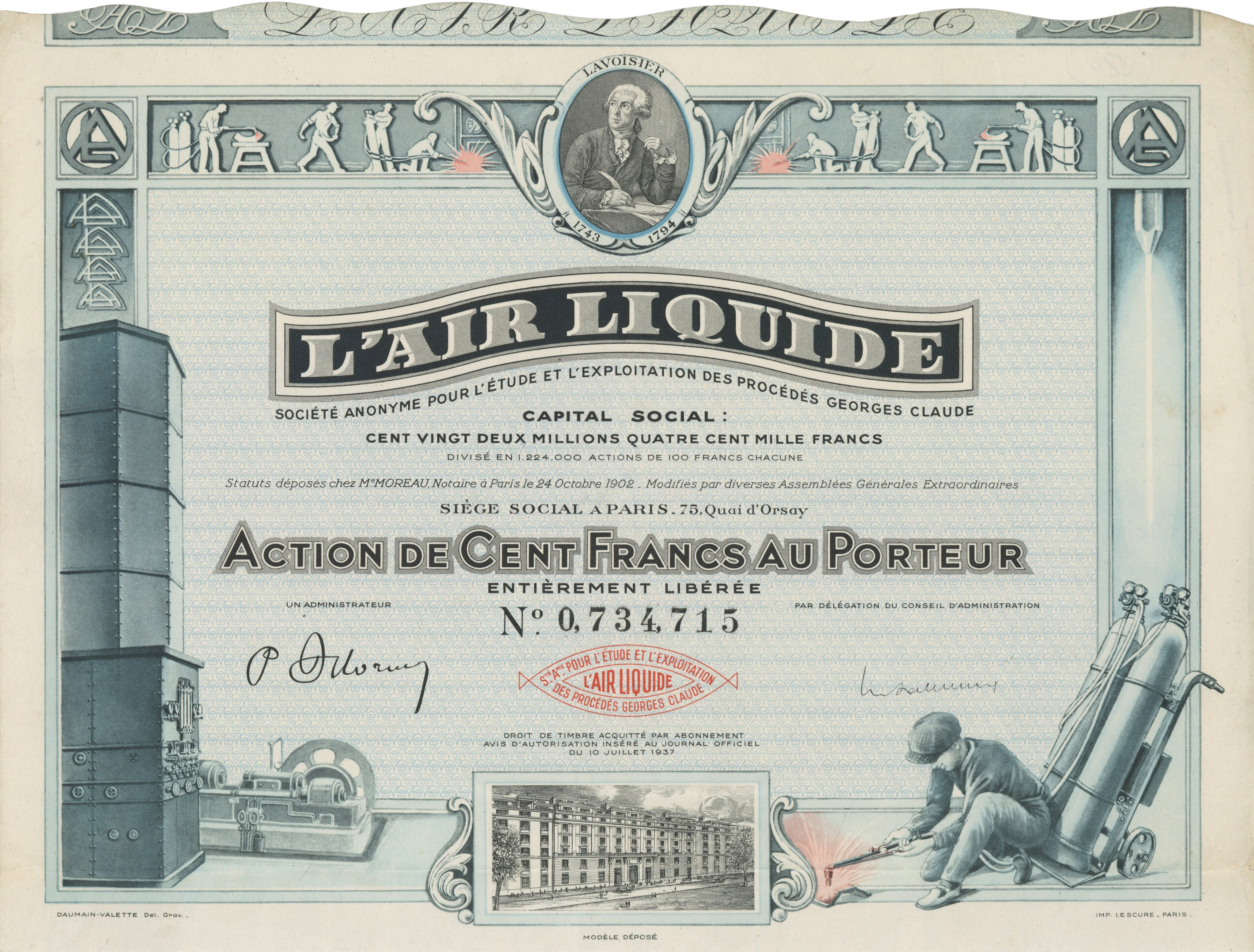
Azione da 100 franchi di Air Liquide S.A., emessa a Parigi il 10 luglio 1937, con la firma di Paul Delorme in qualità di presidente della società

Paul Delorme era figlio di un industriale che gestiva una fabbrica di merletti. Paul frequentò l'ESPCI ParisTech, diventando in seguito capo del reparto vendite della Thomson-Houston Electric Company quando l'ingegnere Georges Claude, suo compagno di classe e amico, sviluppò un processo per liquefare l'aria per separarne i componenti. Delorme e Claude investono una somma iniziale di 7.500 franchi, spesi per l'acquisto di un motore ad aria compressa, utilizzato per tre anni, in un piccolo locale del deposito di La Villette che la Compagnie Générale des Omnibus aveva messo loro a disposizione.
Nel 1902, Paul Delorme riunì 24 sottoscrittori, principalmente altri ingegneri, per sostenere finanziariamente il progetto industriale, sotto forma di società per azioni, con un capitale di 100.000 franchi. Il primo stabilimento aprì in Francia nel 1905, seguito da altri quattro.
Dal 1906 guidò l'espansione internazionale, in Belgio, Italia, Giappone e Hong Kong, poi nel 1913 la sua IPO, tra i coulissiers. Nel 1910, inviò René Jacques Lévy in Canada per creare una fabbrica su un terreno nella periferia orientale di Montreal, che ebbe un grande successo, ma quest'ultimo morì nel naufragio del Titanic. Negli anni '20, lo sviluppo di Air Liquide in Cina iniziò a Shanghai. Tra il 1920 e il 1929 Air Liquide raccolse 70 milioni di franchi attraverso l'emissione di azioni. Composto principalmente da ingegneri e tecnici, comincia a dover contare sulla presenza di piccoli vettori, la maggior parte dei quali resterà relativamente fedele all'azienda.
Nel 1930, la crescita della società ebbe successo con un debito quasi inesistente, le poche emissioni di titoli di debito rappresentavano solo il 15% del passivo, secondo la dottrina finanziaria del suo presidente: "Preferisco, disse, mettere tutto il mio uova nel paniere di cui tengo la maniglia. Mai indebitato, a breve, medio o lungo termine Meglio ricorrere ai soci-azionisti che ai banchieri Ma non cede nemmeno alla moda delle filiali, in uso Anni '20 per attività in rapida crescita: l'azienda deve rimanere centralizzata, mantenendo la completa proprietà dei suoi materiali e impianti ovunque e in ogni momento". In realtà, la strategia di sviluppo internazionale prevede filiali che saranno pienamente integrate nella società madre solo una volta consolidata la loro attività, risparmiando Air Liquide in caso di fallimento di una di esse.
Dal 1928, è la 17a capitalizzazione di mercato francese, dopo l'ascesa delle società industriali francesi in borsa, poi la 6a nel 1936. Alla vigilia della seconda guerra mondiale, l'azienda conta già quasi 130 stabilimenti nel mondo.
Suo figlio, Jean Delorme, subentrò nel 1945, per poi lasciare il posto al genero, Édouard de Royère, nel 1985.